# Caliciaceae
Caliciaceae är en familj av lavar. Caliciaceae ingår i ordningen Caliciales, klassen Lecanoromycetes, divisionen sporsäckssvampar och riket svampar.

## Släkten i Caliciaceae, i alfabetisk ordning[2][1]
- Acolium (Ach.) Gray, Sotlavar
- Acroscyphus Lév., 1846
- Allocalicium M.Prieto & Wedin
- Amandinea M.Choisy, 1950, Amandineor
- Australiaena Matzer, H.Mayrhofer & Elix, 1997
- Baculifera
- Buellia De Not., 1846, Rönnlavar
- Burrowsia Fryday & I.Medeiros, 2020
- Calicium Pers., Spiklavar
- Chrismofulvea, B.Marbach, 2000
- Ciposia, Marbach, 2000
- Cratiria
- Cyphelium, Ach.
- Dermatiscum, Nyl.
- Dermiscellum, Hafellner, H.Mayrhofer & Poelt
- Dimelaena Norman
- Diploicia A.Massal.
- Diplotomma Flot. 1849, Vitskivlavar
- Dirinaria
- Embolidium
- Endohyalina, Marbach
- Fluctua, B.Marbach, 2000
- Gassicurtia, Fée
- Hafellia, Kalb et al.
- Hypoflavia, B.Marbach, 2000
- Monerolechia, Trevis.
- Orcularia, (Malme) Kalb & Giralt
- Pseudothelomma M.Prieto & Wedin
- Pyxine, Fr., 1825
- Redonia, C.W.Dodge
- Santessonia, Hale & Vobis
- Sculptolumina, Marbach, 2000
- Sphinctrinopsis, Woronichin, 1927
- Stigmatochroma
- Tetramelas Norman, 1852, Nordlavar
- Texosporium, Nádv. ex Tibell & Hofsten, 1968
- Thelomma A.Massal., 1860
- Tholurna Norman
- Tylophoropsis, Sambo, 1938